# NGC 74
NGC 74는 안드로메다자리 방향에 있는 렌즈형 은하다.

## 같이 보기
- 신판일반목록 천체 목록